# Беарс (футбольний клуб)
Футбольний клуб «Беарс» (англ. Insurance Management Bears Football Club) — професійний багамський футбольний клуб з міста Нассау. Клуб заснований у 1996 році, та грає в Багамській Сеньйор Лізі, найвищому футбольному дивізіоні країни. «Беарс» грає свої домашні матчі на стадіоні «Томас Робсон» місткістю 15250 глядачів. Клуб є шестиразовим чемпіоном Багам та дворазовим володарем Кубка Багам.

## Титули і досягнення
- Чемпіон Багам (6): 2002—2003, 2008—2009, 2009—2010, 2010—2011, 2011—2012, 2013
- Володар Кубка Багам (2): 2009—2010, 2010—2011